# 馬爾泰
馬爾泰（穆麟德轉寫：martai；？—1748年），苏完瓜尔佳氏，满洲正黄旗人，清朝官員。

## 生平
1738年8月30日－1744年8月10日期間，奉旨接替鄂彌達擔任兩廣總督。全名為「總督兩廣等處地方提督軍務、糧饟兼巡撫事」的該官職，是兼轄廣西地區的廣東、廣西兩省之最高統治者，亦為清朝封疆大吏之一。另外，馬爾泰擔任總督期間，亦有慶復及策楞兩人予以代理。十一年(1746)，授领侍卫内大臣。十二年，革职，不久又任熱河副都統（乾隆三年設，载《欽定熱河志：职官》）。

## 家庭
- 胞妹，嫁镶黄旗满洲、一等果毅繼勇公鈕祜祿氏阿里袞。